# Parapsammophila caspica
Parapsammophila caspica là một loài côn trùng cánh màng trong họ Sphecidae, thuộc chi Parapsammophila. Loài này được Gussakovskij miêu tả khoa học đầu tiên năm 1930.